# Balti Közgyűlés
A Balti Közgyűlés (észtül: Balti Assamblee, lettül: Baltijas Assambleja, litvánul: Baltijos Assambléja) nemzetközi regionális együttműködési szervezet, amelyet 1991-ben alapított Észtország, Lettország és Litvánia. 
A Balti Közgyűlés a három balti állam parlamentjeiből álló szervezet, amelybe mindhárom állam 20 parlamenti képviselőt delegál. A közgyűlés létrehozását a három balti állam hasonló politikai helyzete és törekvései indokolták. A szervezet koordinálja azokat a kérdéseket, amelyekben az országoknak közös és kölcsönös alapon kell dönteniük. A közgyűlés hatáskörébe pénzügyi, informatikai, hírközlési kérdések, gazdasági és szociális ügyek, környezetvédelmi, védelmi, energetikai és külügyi problémák tartoznak, amelyekre a hatékony munka érdekében külön bizottságokat is létrehoznak. 
Az Európai Unió az államokat és a közgyűlést EU-csatlakozásuk óta támogatja.
A közgyűlés évente két alkalommal ülésezik valamelyik államban rotációs elven.